# فلروویم
فِلِرُویُم (به انگلیسی: Flerovium) عنصر فوق سنگین ۱۱۴ جدول تناوبی با نماد Fl است که قبلاً با نام آن‌ان‌کادیم (به انگلیسی: ununquadium) شناخته می‌شد. در سال ۲۰۱۲ اتحادیهٔ بین‌المللی شیمی محض و کاربردی این نام را به افتخار بنیانگذار واکنش‌های هسته‌ای، گئورگی فلروف برای آن انتخاب نمودند. فلروویم یک عنصر مصنوعی و فوق‌العاده رادیواکتیو است و محققان اولین بار آن را را بعد از شلیک یون‌های کلسیم به یک هدف پلوتُنیُمی مشاهده کردند. فلروویم یک فلز فرّار است.
در جدول تناوبی عناصر، این عنصر یک عنصر فوق سنگین در بلاک پی محسوب می‌گردد. این عنصر عضو دورهٔ هفتم جدول تناوبی می‌باشد و همچنین سنگین‌ترین عضو گروه کربن (گروه ۴ اصلی) می‌باشد. این عنصر همچنین سنگین‌ترین عنصری است که تا به امروز مورد بررسی و تحقیق قرار گرفته‌است.